# Roberto Batista Cobas
Roberto Batista Cobas es un deportista cubano que compitió en judo.
Ganó una medalla en los Juegos Panamericanos de 1975 y cuatro medallas en el Campeonato Panamericano de Judo en los años 1974 y 1980.

## Palmarés internacional
| Juegos Panamericanos    | Juegos Panamericanos          | Juegos Panamericanos | Juegos Panamericanos |
| Año                     | Lugar                         | Medalla              | Categoría            |
| ----------------------- | ----------------------------- | -------------------- | -------------------- |
| 1975                    | Ciudad de México (México)     | Medalla de bronce    | –93 kg               |
| Campeonato Panamericano |                               |                      |                      |
| Año                     | Lugar                         | Medalla              | Categoría            |
| 1974                    | Ciudad de Panamá (Panamá)     | Medalla de plata     | –93 kg               |
| 1974                    | Ciudad de Panamá (Panamá)     | Medalla de bronce    | Abierta              |
| 1980                    | Isla de Margarita (Venezuela) | Medalla de plata     | –95 kg               |
| 1980                    | Isla de Margarita (Venezuela) | Medalla de bronce    | Abierta              |